# Riva Palacio
Riva Palacio là một đô thị thuộc bang Chihuahua, México. Năm 2005, dân số của đô thị này là 7811 người.